# 1965. február 22-i konzisztórium
Az 1965. február 22-i konzisztóriumot VI. Pál pápa hívta össze január 25-én. Összesen 27 új bíborost kreált.
| Nº                     | Ország                    | Név                           | Életkor                | Hivatal                                           |
| Pápaválasztó bíborosok | Pápaválasztó bíborosok    | Pápaválasztó bíborosok        | Pápaválasztó bíborosok | Pápaválasztó bíborosok                            |
| ---------------------- | ------------------------- | ----------------------------- | ---------------------- | ------------------------------------------------- |
| 1                      | Szíria                    | Maximos IV Saigh S.M.S.P.     | 86                     | antióchiai melkita-görög pátriárka                |
| 2                      | Libanon                   | Pierre-Paul Méouchi           | 70                     | antióchiai maronita pátriárka                     |
| 3                      | Egyiptom                  | Stephanos I Sidarouss C.M.    | 61                     | alexandriai kopt pátriárka                        |
| 4                      | Ukrajna                   | Josyf Slipyj                  | 73                     | a Lvivi görögkatolikus főegyházmegye nagyérseke   |
| 5                      | Németország               | Lorenz Jäger (Jaeger)         | 72                     | a Paderborni főegyházmegye érseke                 |
| 6                      | Srí Lanka                 | Thomas Benjamin Cooray O.M.I. | 63                     | a Colombói főegyházmegye érseke                   |
| 7                      | Csehszlovákia             | Josef Beran                   | 76                     | a Prágai főegyházmegye érseke                     |
| 8                      | Kanada                    | Maurice Roy                   | 60                     | a Québeci főegyházmegye érseke                    |
| 9                      | Franciaország             | Joseph-Marie-Eugène Martin    | 73                     | a Roueni főegyházmegye érseke                     |
| 10                     | Dél-afrikai Köztársaság   | Owen McCann                   | 57                     | a Fokvárosi főegyházmegye érseke                  |
| 11                     | Algéria                   | Léon-Etienne Duval            | 61                     | az Algíri főegyházmegye érseke                    |
| 12                     | Olaszország               | Ermenegildo Florit            | 63                     | a Firenzei főegyházmegye érseke                   |
| 13                     | Horvátország              | Franjo Šeper                  | 59                     | a Zágrábi főegyházmegye érseke                    |
| 14                     | Egyesült Királyság        | John Carmel Heenan            | 60                     | a Westminsteri főegyházmegye érseke               |
| 15                     | Franciaország             | Jean-Marie Villot             | 59                     | a Lyoni főegyházmegye érseke                      |
| 16                     | Burkina Faso              | Paul Zoungrana M. Afr.        | 47                     | az Ouagadougoui főegyházmegye érseke              |
| 17                     | Amerikai Egyesült Államok | Lawrence Joseph Shehan        | 66                     | a Baltimore-i főegyházmegye érseke                |
| 18                     | Olaszország               | Enrico Dante                  | 80                     | a Rítuskongregáció titkára                        |
| 19                     | Olaszország               | Cesare Zerba                  | 72                     | a Szentségi Fegyelmi Kongregáció titkára          |
| 20                     | Brazília                  | Agnelo Rossi                  | 51                     | a São Pauló-i főegyházmegye érseke                |
| 21                     | Olaszország               | Giovanni Umberto Colombo      | 62                     | a Milánói főegyházmegye érseke                    |
| 22                     | Írország                  | William John Conway           | 52                     | az Armagh-i főegyházmegye érseke                  |
| 23                     | Spanyolország             | Ángel Herrera Oria            | 78                     | a Málagai egyházmegye püspöke                     |
| 24                     | Olaszország               | Federico Callori di Vignale   | 74                     | a Casale Monferrató-i egyházmegye áldozópapja     |
| 25                     | Belgium                   | Joseph-Léon Cardijn           | 82                     | a Mechelen-Brüsszeli főegyházmegye áldozópapja    |
| 26                     | Svájc                     | Charles Journet               | 74                     | a Lausanne-Genf-Fribourgi egyházmegye áldozópapja |
| 27                     | Olaszország               | Giulio Bevilacqua C.O.        | 83                     | szerzetespap                                      |